# Ostarbeiter

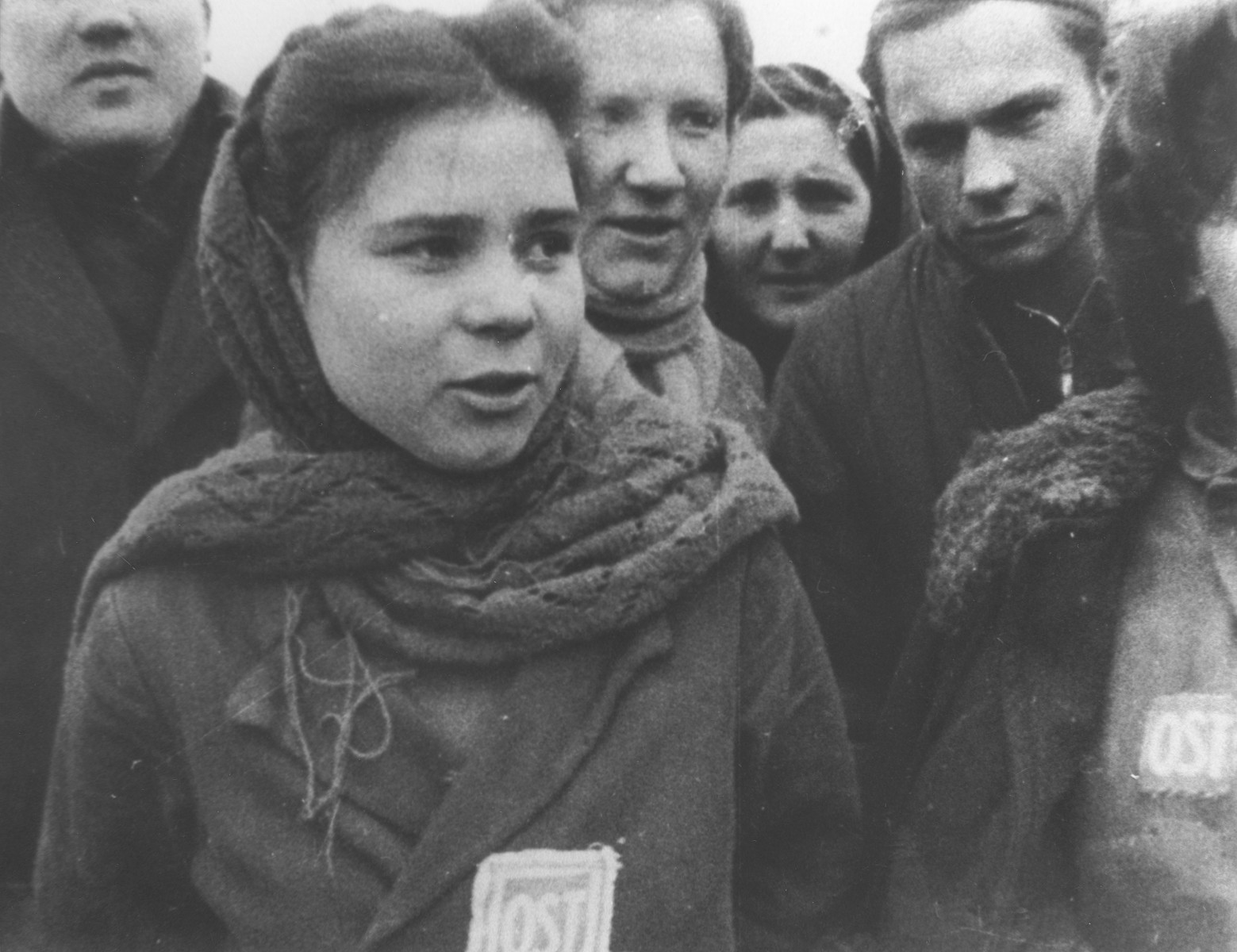
Nuceně nasazené ženy s označením „OST“ (Ostarbeiter) osvobozené z pracovního tábora poblíže Lodže

Příšivka, kterou nosili východní dělníci

Ostarbeiter (tzv. východní dělník) bylo nacistické označení pro dělníky, pocházející ze střední a východní Evropy, kteří byli nuceni pracovat pro Třetí říši během druhé světové války. Získáváni byl z nově vzniklých správních oblastí Reichskommissariat Ukraine, Reichskommissariat Ostland a Generálního gouvernementu. Někteří badatelé odhadují, že se množství východních dělníků pohybovalo mezi 3 až 5,5 miliony lidí. Mezinárodní vojenský tribunál po válce určil, že se mezi příslušníky 14 národů osvobozených ostarbeiterů vyskytovalo 2,5 miliony osob z SSSR a zhruba milion Poláků.
Většina těchto pracovníků byla velmi mladá, do 16 let (starší 16 let byli obvykle odvedeni na vojenskou službu), přičemž 30 % z nich bylo v době odvodu do Německa 12–14 let. V listopadu 1943 se navíc věk odvodu snížil na 10 let.

## Zacházení
V zacházení s nuceně nasazenými dělníky existovaly rozdíly. Podle „rasové“ či politické příslušnosti byli cizí pracovníci rozděleni na „východní“ a „západní“ přičemž první skupina měla horší postavení. Rozdílnost v zacházení s jednotlivými skupinami určoval výnos RSHA. Do východní skupiny patřili Rusové, Poláci, Ukrajinci, Slovinci, Srbové a Češi. Avšak i uvnitř této skupiny se nezacházelo se všemi stejně. Nejhůře na tom byli právě Ostarbeitři (Rusové, Ukrajinci a Poláci).
Od ostatních se odlišovali označením, nášivkou „OST“, kterou nosili nově příchozí dělníci nebo pracovníci s horšími výkony či chováním na hrudi. Ti výkonnější mohli tuto značku nosit na levé paži.

### Rakousko
Polkám a Ukrajinkám v Rakousku bylo kvůli jejich pobožnosti při návštěvě kostela odstraňováno označení pro Ostarbeiter (rukávová páska O), neboť si měli být všichni lidé rovni, což se však příliš nelíbilo nacistickému vedení.

## Podmínky
Dělníci pracovali v průměru 12 hodin denně, šest dní v týdnu a na jejich výkonnost dohlížela závodní stráž, známá jako Werkschutz. Například ve firmě Krupp byli využívání na práci v nejnamáhavějších výrobních úsecích (dobývání uhlí, železné rudy či hlíny na kelímky). Žili buď v pracovních táborech, které vlastnily a provozovaly velké firmy, nebo ve speciálních táborech, hlídaných již zmiňovanými příslušníky Werkschutz. Ostarbeitři mohli vycházet z táborů pouze na zvláštní povolení a jen ve skupinkách. Navíc byli po celou dobu pod dozorem. Nesměli posílat a přijímat poštu, mimo dvou korespondenčních lístků za měsíc.